# Palimmecopus
Palimmecopus (Палимекопус — „издужено стопало”) је изумрли ихнород плацентални сисара из великог реда Ferungulata, који је у периоду касног еоцена настањивао подручје Сјеверне Америке.

## Етимологија назива
| Ихнород:     | Поријекло назива од: | Значење назива:  |
| ------------ | --- | ---------------- |
| Palimmecopus | - старогрчке ријечи палинмакрос (стгрч. πάλιμακρός), која значи опет дуго - и старогрчке ријечи пус (стгрч. πούς), која значи стопало или нога | издужено стопало |

| Ихноврста:    | Поријекло назива од:                                                           | Значење назива:               |
| ------------- | ------------------------------------------------------------------------------ | ----------------------------- |
| P. praecursor | - рода Palimmecopus - и латинске ријечи праекурсор (лат. praecursor), која значи претеча | претеча са издуженим стопалом |

## Опис
Palimmecopus praecursor је назив за јединку непознате врсте сисара из великог реда Ferungulata, која је иза себе оставила добро очуване отиске стопала на простору фосилни локалитета у округу Пресидио (Тексас). Из ови отисака се може видјети да се ова животиња кретала плантиградно. Тачна припадност ови отисака одређеној групи сисара унутар великог реда Ferungulata се не може одредити, јер ови отисци имају сличност са отисцима сисара из редова Hyaenodonta и Perissodactyla.

## Систематика

### Класификација
| Ихноврста:                                 | Распрострањеност фосила и локација: | Временски распон:      |
| ------------------------------------------ | ----------------------------------- | ---------------------- |
| †P. praecursor (Sarjeant & Langston, 1994) | САД (Тексас)                        | 37,0 до 33,9 мил. год. |